# Bojan Jordanow

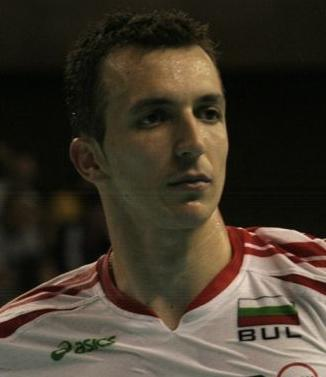
Bojan Jordanow reprezentantem Bułgarii w 2011 roku

Bojan Michajłow Jordanow (bg. Боян Йорданов) (ur. 12 marca 1983 w Sofii) – bułgarski siatkarz, reprezentant kraju, grający na pozycji atakującego. Jeden z talentów bułgarskiej siatkówki, wychowanek Lewskiego Siconco Sofia.
Ze względu na słabe wyniki w walce o mistrzostwo Grecji w sezonie 2009/2010 włodarze EA Patras nałożyli na Jordanowa i jego kolegi z drużyny Andreja Żekowa karę finansową. Zdecydowano także, że obaj siatkarze musieli pozostać w klubie do 30 czerwca 2010 roku.

## Sukcesy klubowe
Puchar Bułgarii:
- 2002, 2003, 2005, 2006

Liga bułgarska:
- 2003, 2004, 2005, 2006

Liga grecka:
- 2013, 2014
- 2015
- 2007, 2008, 2009, 2011, 2024[4]

Puchar Ligi Greckiej:
- 2013, 2015

Puchar Grecji:
- 2013, 2014

Liga słoweńska:
- 2020

## Sukcesy reprezentacyjne
Mistrzostwo Juniorów Państw Bałkańskich:
- 2003

Mistrzostwa Świata Juniorów:
- 2003

Mistrzostwa Świata:
- 2006

Puchar Świata:
- 2007

## Nagrody indywidualne
- 2013: MVP Pucharu Grecji
- 2014: MVP Pucharu Grecji